# Hans von Tübingen
Hans von Tübingen (ur. 1400, zm. ok. 1462 Wiener Neustadt) – austriacki malarz i rytownik pochodzący z Szwabii, aktywny w Wiener Neustadt w Austrii. Jego nazwisko jest znane dzięki sygnowanym obrazom.
W jego pracach widać wpływ malarstwa burgundzkiego i francuskiego. Był utożsamiany z Mistrzem Ołtarza św. Lambrechta. 